# 한큐 전철 쇼자쿠 공장

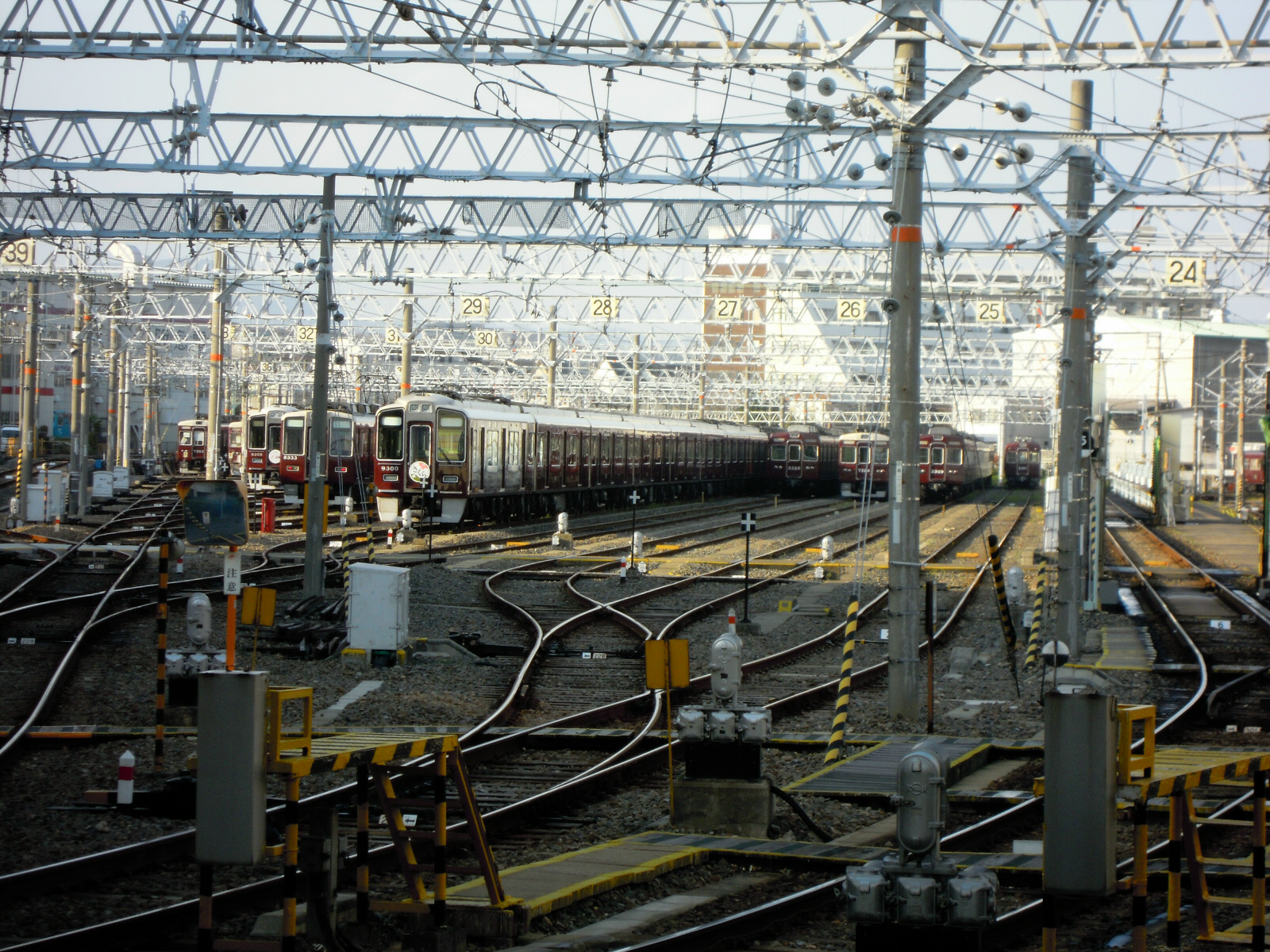
정작 차고

한큐전철 쇼자쿠공장 (한큐덴테츠쵸쟈쿠코죠)은 오사카부 섭 셋쓰시에 있는 한큐 전철 (한큐)의 차량 공장이다. 교토 본선 쇼자쿠역과 쇼자쿠 차고에 인접해 있다.

## 개요
1968년, 니시노미야 공장과 구 쇼자쿠 공장을 통합하여 개설되었다. 건설 당시는 민철계에서 도요이치라고도 불렸다. 한큐와 노세 전철의 모든 차량이 대상이지만 쇼자쿠 차고는 교토 본선· 센리선과 아라시야마선의 모든 차량이 소속되어 있다.
공장 내에서는 전반 검사 · 중요부 검사를 중심으로, 신차량의 반입, 개량 공사나 갱신 공사를 실시하고 있다. 정기 검사로 입장한 차량은 대차를 떼어 35t 크레인으로 이동된다. 이 크레인은 100형(P-6)의 차체 중량을 의식한 설계이다. 예전에는 폐차 차량의 해체 작업도 진행되었지만, 2013년 이후에는 트레일러의 육송에 의해 금속 재활용업체에서 해체하는 방식으로 변경되었다. 또 노세 전철 양도의 경우는 한신 본선을 경유하여, 한신 전기 철도 아마가사키 공장에 있는 한신 차량 메인터넌스에서 개조 공사를 실시한다.
2004년에는 아루나 차량의 공장이 한큐 쇼자쿠 공장 내에 이전했다.
- 3300계
- 5300계
- 6300계
- 7000계
- 7300계
- 8300계
- 9300계
- 1300계

## 공개 이벤트

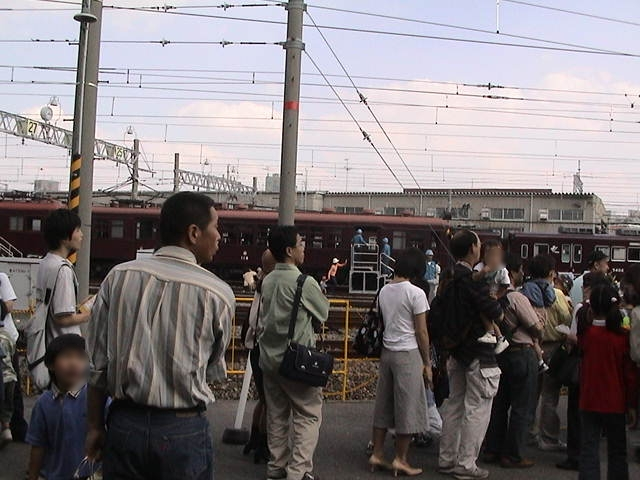
마작 공장에서 한큐 레일웨이 페스티벌의 모습

연 2회, 봄과 가을에 공장 공개 이벤트로서 「한큐 레일웨이 페스티벌」이 개최되고 있다. 공개 이벤트는, 마작 공장 25주년을 기념해 1994년에 개최된 「공장 견학회」가 시작되어, 1997년에 「한큐 레일 웨이 페스티벌」로 개칭해, 연령층의 폭을 넓힌 이벤트가 되었다. 처음에는 누구나 갈 수 있는 예약이 필요없는 이벤트였지만, 2000년대 후반부터 왕복 엽서로 응모해 당선자만 견학할 수 있는 인원수가 제한된 이벤트로 바뀌었다.